# Biligtü Khan
Nguyên Chiêu Tông (tiếng Hán: 元昭宗; 1340 – 1378; tiếng Mông Cổ: Biligtü Khan), tên thật Ái Du Thức Lý Đạt Lạp (愛猷識理答臘; Ayusiridara), là vị hoàng đế thứ hai của triều đại Bắc Nguyên ở Mông Cổ, sau khi nhà Nguyên bị đánh bại bởi thủ lĩnh nghĩa quân Khăn Đỏ Chu Nguyên Chương, người đã khôi phục địa vị thống trị Trung Hoa của người Hán. Sau khi kế vị ngai vàng từ vua cha Nguyên Huệ Tông, ông đẩy lui cuộc xâm lăng của quân Minh vào năm 1372 và tái lập sự thống trị của đế quốc Mông Cổ trên một số vùng đất đã từng để mất vào tay nhà Minh.

## Tiểu sử
Ái Du Thức Lý Đạt Lạp là Hoàng trưởng tử của Nguyên Huệ Tông, mẹ là Đệ nhị Hoàng hậu Kỳ thị. Thời niên thiếu năm 10 tuổi, ông được vua cha cho đến học tại nhà của thừa tướng Thoát Thoát (脱脱; Toktog), được giáo dục nền văn hóa Trung Quốc từ nhỏ.
Đệ nhất Hoàng hậu của Huệ Tông, Bá Nhan Hốt Đô Hoằng Cát Lạt thị sinh được một con trai, nhưng vị hoàng tử chết yểu năm 2 tuổi. Huệ Tông muốn lập Ái Du Thức Lý Đạt Lạp làm Hoàng thái tử, song không được hội đồng Na Nhan Mông Cổ đồng thuận vì xuất thân của mẹ ông thấp kém (Kỳ thị từng là cống nữ Cao Ly được đưa đến triều Nguyên làm vợ lẽ).
Tình hình thay đổi sau khi gia tộc của Bá Nhan Hốt Đô bị thanh trừng và tướng Bá Nhan qua đời. Kỳ thị được phong [Đệ nhị Hoàng hậu], chính thức cùng con trai được triều đình Mông Cổ thừa nhận. Năm 1353, dưới sự thuyết phục của Kỳ hoàng hậu, Huệ Tông lại có ý định phong Ái Du Thức Lý Đạt Lạp làm Trữ quân. Tuy nhiên, phe đối lập với ông, thừa tướng Thoát Thoát đã ngăn chặn và làm trì hoãn việc này rất lâu sau đó. Kỳ hậu muốn nhanh chóng đưa con trai lên ngôi Thái tử, đã liên thủ một người học trò cũ của Thoát Thoát là Hama, cáo buộc Thoát Thoát tội tham nhũng và những chính lệnh hà khắc mà ông này đã áp dụng trong thời gian trấn áp quân Khăn đỏ năm 1354. Âm mưu này đã khiến cho Thoát Thoát dù từng có công trạng trấn áp quân khởi nghĩa, cũng bị phế và lưu đày tại Hoài Nam.
Sau khi Thoát Thoát bị phế khỏi chức thừa tướng, Hama được cất nhắc lên chức này, quyền lực dần tập trung vào tay ông ta. Hama dự định dùng ảnh hưởng của mình để đưa Ái Du Thức Lý Đạt Lạp lên ngôi Thái tử. Ngày tháng vinh quang của Hama không kéo dài được lâu thì âm mưu năm xưa của ông đối với Thoát Thoát bị phát giác vào năm 1356. Hama bị bãi chức và lưu đày, trước khi bị thắt cổ chết. Ái Du Thức Lý Đạt Lạp may mắn không bị truy tội trong vụ việc lần này.
Năm 1353, trong khi ông được sách phong Hoàng thái tử, biến loạn xảy ra trong cung đình giữa phe ủng hộ và phe chống đối Thái tử. Năm 1360, Kỳ hậu và Thái tử cố gắng thuyết phục thừa tướng đương thời là Tai-ping, để ông dâng tấu xin Huệ Tông nhường ngôi cho Thái tử. Tai-ping đã không đồng ý với đề nghị của mẹ con Thái tử, kết cục bị ép từ chức, phe cánh của ông thì bị đầu độc.
Năm 1364, một tướng quân của phe đối lập là Bolad-Temür đem quân xâm chiếm kinh thành. Trước tình hình nguy cấp, Huệ Tông triệu Ái Du Thức Lý Đạt Lạp từ đất phong về kinh đô. Ông khước từ mệnh lệnh của Huệ Tông vì cảm thấy lực lượng của mình chưa đủ để áp chế quân đội của Bột La Thiếp Mộc Nhi. Do đó, thay vì về kinh, ông chạy đến chỗ của đại tướng Khoách Khuếch Thiếp Mộc Nhi (tên Hán là Vương Bảo Bảo).
Biết tin Thái tử đang gầy dựng lực lượng của mình, Bột La đã bắt Kỳ hậu ra lệnh triệu con trai về kinh thành. Âm mưu của Bột La chưa được thực hiện thì ông bị ám sát bởi một thành viên hoàng tộc được bí mật ra lệnh bởi Huệ Tông. Sau đó, Vương Bảo Bảo đánh bại quân đội của Bột La vào năm 1365. Nhân chiến thắng này, Ái Du Thức Lý Đạt Lạp lại ép Vương Bảo Bảo yêu cầu hoàng đế thoái vị. Huệ Tông không thuận theo, bù lại, bổ nhiệm Thái tử một chức vụ trong quân đội. Vương Bảo Bảo không đồng tình với hành động của Huệ Tông nên bị bãi chức.
Năm 1368, nhà Nguyên hoàn toàn bị đánh bại bởi quân khởi nghĩa của Chu Nguyên Chương, Huệ Tông đã phải từ bỏ Đại Đô để tháo chạy đến Thượng Đô, tiếp tục nắm quyền cai trị những vùng lãnh thổ còn sót lại ở phía Bắc của triều Nguyên, tức Bắc Nguyên.
Hai năm sau, Huệ Tông băng hà trong lúc quân Minh thực hiện cuộc tiến công lên phía bắc, con trai của ông là Maidarbal bị bắt làm tù binh. Sau đó, Maidarbal đã trốn thoát an toàn về Karakorum, Ái Du Thức Lý Đạt Lạp chính thức kế vị hoàng đế Bắc Nguyên, tức Nguyên Chiêu Tông. Bên cạnh đó, Chiêu Tông còn giữ tước Khả hãn Mông Cổ, xưng Tất Lý Khắc Đồ hãn (Biligtü Khan).

## Cai trị
Sau khi đăng cơ, Chiêu Tông dời đô về Karakorum và đặt niên hiệu mới là Tuyên Quang (宣光, 1371–1378). Đế quốc Nguyên lúc này sau khi bị nhà Minh đánh đuổi khỏi Trung Quốc, vẫn còn tàn dư tại quê nhà Mông Cổ và duy trì một thế lực khá mạnh, lãnh thổ trải dài từ miền Bắc Trung Hoa tới khu vực Tân Cương. Cùng lúc đó, Chiêu Tông bổ nhiệm Vương Bảo Bảo làm tổng tư lệnh quân đội của Bắc Nguyên.
Trong những năm đầu sau khi đế quốc Nguyên mất quyền kiểm soát Trung Quốc, sự đe dọa của nhà Minh là rất thường trực. Hoàng đế Minh Thái Tổ Chu Nguyên Chương nhà Minh đã nhiều lần yêu cầu nhà Bắc Nguyên triệt thoái lực lượng quân sự của mình nhưng không thành. Đến năm 1372, nhà Minh đã huy động 15 vạn quân xâm lấn vào lãnh thổ Bắc Nguyên. Chiêu Tông đối phó cuộc tấn công của quân Minh bằng cách sai Vương Bảo Bảo đem quân đánh trực diện vào đạo trung quân của quân Minh. Đạo quân này của quân Minh đã tiến đến sông Tuul chỉ trong vòng 20 ngày, tuy nhiên đã bị Vương Bảo Bảo đánh bại, viên tướng Minh chỉ chạy thoát cùng với rất ít quân sĩ của mình. Cánh quân phía đông tiến tới sông Khắc Lỗ Luân (Kherlen), cướp bóc dọc đường, nhưng đã bị đánh bại và phải triệt thoái về Orkhon và tại đây một trận chiến đẫm máu khác đã diễn ra. Đạo quân Minh này đã lại bị đánh bại và sau đó hoàn toàn thất bại trong trận chiến cuối cùng ở gần kinh đô Karakorum. Đạo quân phía tây tuy giành được một số chiến thắng không đáng kể, nhưng sau những tin tức chiến bại gửi về từ hai đạo quân khác, cánh quân này cũng đã phải rút lui.

Trong trận chiến lần này, Chiêu Tông cũng đã gửi thư tới quốc vương nước chư hầu Cao Ly Cung Mẫn Vương, đề nghị Cao Ly gửi quân cùng tham chiến với quân Nguyên. Trong bức thư này có viết: 
" Ôi quốc vương, người cũng là một hậu duệ của Thành Cát Tư Hãn như trẫm. Cho nên, trẫm mong người hãy cùng chúng ta thiết lập công lí và sự thật ở trần thế này."
Đối nghịch với thái độ của Chiêu Tông, Cung Mẫn Vương từ chối giúp đỡ và bắt đầu thi hành chính sách ngoại giao đối địch với vương triều Bắc Nguyên, lấy lại đất đai của Cao Ly vốn nằm trong sự kiểm soát của nhà Nguyên từ thập niên 1270. Phái thân Mông Cổ trong triều đình Cao Ly do Lý Nhân Nhậm (Yi Im-in) đứng đầu không đồng tình và sát hại Cung Mẫn Vương năm 1374. Họ phái sứ giả Cao Ly đến Liêu Dương để cầu phong cho vị vua mới U Vương - con bù nhìn của Lý Nhân Nhậm. Chiêu Tông nhanh chóng thừa nhận sự hợp pháp của ngôi vị U Vương. Sau khi công nhận vua Cao Ly mới, Chiêu Tông một lần nữa đề nghị Cao Ly gửi quân tham chiến để khởi dậy cuộc tấn công vào các pháo đài của quân Minh ở biên giới, nhưng một lần nữa triều đình Cao Ly từ chối thỉnh cầu của nhà Nguyên.
Quân Bắc Nguyên đã giành một số chiến thắng quân sự đáng kể sau đó khi chinh phục được một số vùng đất tại Liêu Ninh và Hà Bắc năm 1373, đẩy lùi quân Minh khỏi Liêu Đông. Nạp Cáp Xuất, một viên quan Mông Cổ tại tỉnh Liêu Dương đã xua quân vào bán đảo Liêu Đông nhằm mục đích khôi phục tầm ảnh hưởng của người Mông Cổ lên Cao Ly và thành công với sự giúp sức của những người Nữ Chân. Triều đình nhà Minh đã phải ngưng thực hiện những cuộc tấn công vào Bắc Nguyên.
Năm 1375, viên tướng giỏi nhất và nhiều công trạng thời Nguyên mạt, Vương Bảo Bảo, đã qua đời. Sau đó ba năm, Chiêu Tông cũng băng hà, ở ngôi được 8 năm, hưởng dương 38 tuổi. Em trai của ông là Thoát Cổ Tư Thiếp Mộc Nhi đăng cơ, tức là Uskhal Khan hay Ô Tát Cáp Nhĩ Hãn.

## Gia quyến

### Thê thiếp
- Quyền hoàng hậu, xuất thân từ danh tộc An Đông Quyền thị (安东权氏) danh giá của Triều Tiên, là con gái của quan đại thần Quyền Khiêm (權謙 , ?-1356). Năm 1370, Lý Vân Chung đưa quân sĩ nhà Minh lên bình định miền Bắc, bắt giữ hàng trăm gia quyến hoàng thất về Bắc Kinh, bà cũng nằm trong số đó. Có một con gái.
- Kim hoàng hậu, con gái Kim Doãn Tàng (金允藏), người Triều Tiên. Sinh hạ Mai Đích Lý Bát Lạt.

### Con cái
- Một con gái do Quyền Hoàng hậu sinh ra, không rõ tên, gả cho Trác Lý Khắc Đồ hãn.
- Mai Đích Lý Bát Lạt (买的里八剌) (1362-?), con trai duy nhất, mẹ là Kim Hoàng hậu. Bị quân Minh bắt được tại Ung Xương năm 1370, phong làm Hầu tước trong năm năm, sau đó được trả về nhà Nguyên.

## Trong văn hóa đại chúng
Nguyên Chiêu Tông đã được diễn viên Kim Jin-hoo và Lee Shi-woo thể hiện trong bộ phim Hàn Quốc của đài MBC TV - Hoàng hậu Ki (năm 2013-2014).